# آمپیرون
آمپیرون (به انگلیسی: Ampyrone) یک متابولیت آمینوپیرین است که خواص (مسکنی)ضددرد و ضدالتهاب دارد. این ترکیب شیمیایی با شناسه پاب‌کم ۲۱۵۱ است؛ که جرم مولی آن ۲۰۳٫۲۴ g/mol می‌باشد.